# Campionati del mondo a squadre di marcia 2016
I Campionati del mondo a squadre di marcia 2016 (2016 IAAF World Race Walking Team Championships) si sono svolti a Roma nei giorni 7 e 8 maggio. Ha visto la partecipazione di 60 paesi per un totale 432 atleti iscritti.
È stata la prima edizione con questa denominazione: fino al 2014 la manifestazione era chiamata coppa del mondo di marcia (IAAF World Race Walking Cup).
Il programma è rimasto invariato rispetto alle precedenti edizioni, con la 10 km di marcia juniores e i 20 km di marcia al maschile e al femminile e i 50 km di marcia solo per gli uomini. Tuttavia, è stata la prima competizione ufficiale in cui le donne hanno potuto prendere parte alla gara sui 50 km insieme agli uomini, facendo seguito alla decisione della IAAF di ufficializzare la gara dei 50 km di marcia femminile. Tuttavia su questa distanza si è iscritta una sola donna, la statunitense Erin Talcott, che ha concluso la gara al quarantesimo posto con 4h51'08".
La gara dei 50 km è stata vinta dall'australiano Jared Tallent, che ha ottenuto la medaglia d'oro a seguito della squalifica per doping inflitta nell'agosto 2016 dal Tribunale Arbitrale dello Sport (TAS) all'italiano Alex Schwazer, che aveva ottenuto il miglior tempo in gara.

## Organizzazione
Il comitato organizzatore, presieduto da Alfio Giomi, presidente della Federazione Italiana di Atletica Leggera, ha dovuto lavorare in maniera celere in quanto inizialmente la manifestazione era stata assegnata alla città di Cheboksary, ma in seguito alla sospensione della All-Russia Athletic Federation (la federazione russa di atletica leggera) per problemi sistematici di doping, a gennaio 2016 è stata selezionata per ospitare l'evento. È la quarta edizione svoltasi in Italia, dopo quelle del 1963, 1965 e 2002.

## Podi

### Uomini
| Specialità                | Oro                                   | Prestazione | Argento                                        | Prestazione | Bronzo                                               | Prestazione |
| Individuali               |                                       |             |                                                |             |                                                      |             |
| 20 km (dettagli)          | Wang Zhen                             | 1h19'22"    | Cai Zelin                                      | 1h19'34"    | Álvaro Martín                                        | 1h19'36"    |
| 10 km under 20 (dettagli) | Zhang Jun                             | 40'23"      | Manuel Bermúdez                                | 40'27"      | Noel Alí Chama                                       | 40'29"      |
| A squadre                 |                                       |             |                                                |             |                                                      |             |
| 20 km (dettagli)          | Cina Wang Zhen Cai Zelin Wang Kaihaua | 16 p.       | Canada Benjamin Thorne Iñaki Gómez Evan Dunfee | 28 p.       | Ecuador Andrés Chocho Mauricio Arteaga Brian Pintado | 41 p.       |
| 10 km under 20 (dettagli) | Messico Noel Alí Chama Andrés Olivas  | 8 p.        | Perù César Augusto Rodríguez Lenyn Mamani      | 13 p.       | Giappone Masatora Kawano Ryutaro Yamamoto            | 17 p.       |

### Donne
| Specialità                | Oro                                       | Prestazione | Argento                                          | Prestazione | Bronzo                                                | Prestazione |
| Individuali               |                                           |             |                                                  |             |                                                       |             |
| 20 km (dettagli)          | María González                            | 1h26'17"    | Qieyang Shijie                                   | 1h26'49"    | Érica de Sena                                         | 1h27'18"    |
| 10 km under 20 (dettagli) | Ma Zhenxia                                | 45'25"      | Ma Li                                            | 45'25"      | Valeria Ortuño                                        | 45'28"      |
| A squadre                 |                                           |             |                                                  |             |                                                       |             |
| 20 km (dettagli)          | Cina Liu Hong dq Qieyang Shijie Lü Xiuzhi | 10 p.       | Australia Regan Lamble Beki Smith Tanya Holliday | 43 p.       | Colombia Sandra Arenas Sandra Galvis Yeseida Carrillo | 61 p.       |
| 10 km under 20 (dettagli) | Cina Ma Zhenxia Ma Li                     | 3 p.        | Messico Valeria Ortuño Vivian Castillo           | 9 p.        | Australia Clara Smith Tayla Paige Billington          | 21 p.       |

### Misti
| Specialità       | Oro                                                      | Prestazione | Argento                                        | Prestazione | Bronzo                                                     | Prestazione |
| Individuali      |                                                          |             |                                                |             |                                                            |             |
| 50 km (dettagli) | Jared Tallent                                            | 3h42'36"    | Ihor Hlavan                                    | 3h44'02"    | Marco De Luca                                              | 3h44'47"    |
| A squadre        |                                                          |             |                                                |             |                                                            |             |
| 50 km (dettagli) | Italia Alex Schwazer dq Marco De Luca Teodorico Caporaso | 10 p.       | Ucraina Ihor Hlavan Ivan Banzeruk Serhiy Budza | 28 p.       | Spagna José Ignacio Díaz Francisco Arcilla Mikel Odriozola | 33 p.       |